# Anomala pubescens
Anomala pubescens är en skalbaggsart som beskrevs av Willis Blatchley 1910. Anomala pubescens ingår i släktet Anomala och familjen Rutelidae. Inga underarter finns listade i Catalogue of Life.